# ويليام هدسون
ويليام هدسون (بالإنجليزية: William Henry Hudson)‏ (و. 1841 – 1922 م) هو عالم طيور، وروائي، وكاتب سيناريو، وكاتب، من المملكة المتحدة، ولد في كويلمس، توفي في لندن، عن عمر يناهز 81 عاماً.

## روابط خارجية
- ويليام هدسون على موقع IMDb (الإنجليزية)
- ويليام هدسون على موقع الموسوعة البريطانية (الإنجليزية)
- ويليام هدسون على موقع ميوزك برينز (الإنجليزية)
- ويليام هدسون على موقع إن إن دي بي (الإنجليزية)
- ويليام هدسون على موقع قاعدة بيانات الفيلم (الإنجليزية)